# 杜子春 (东汉)

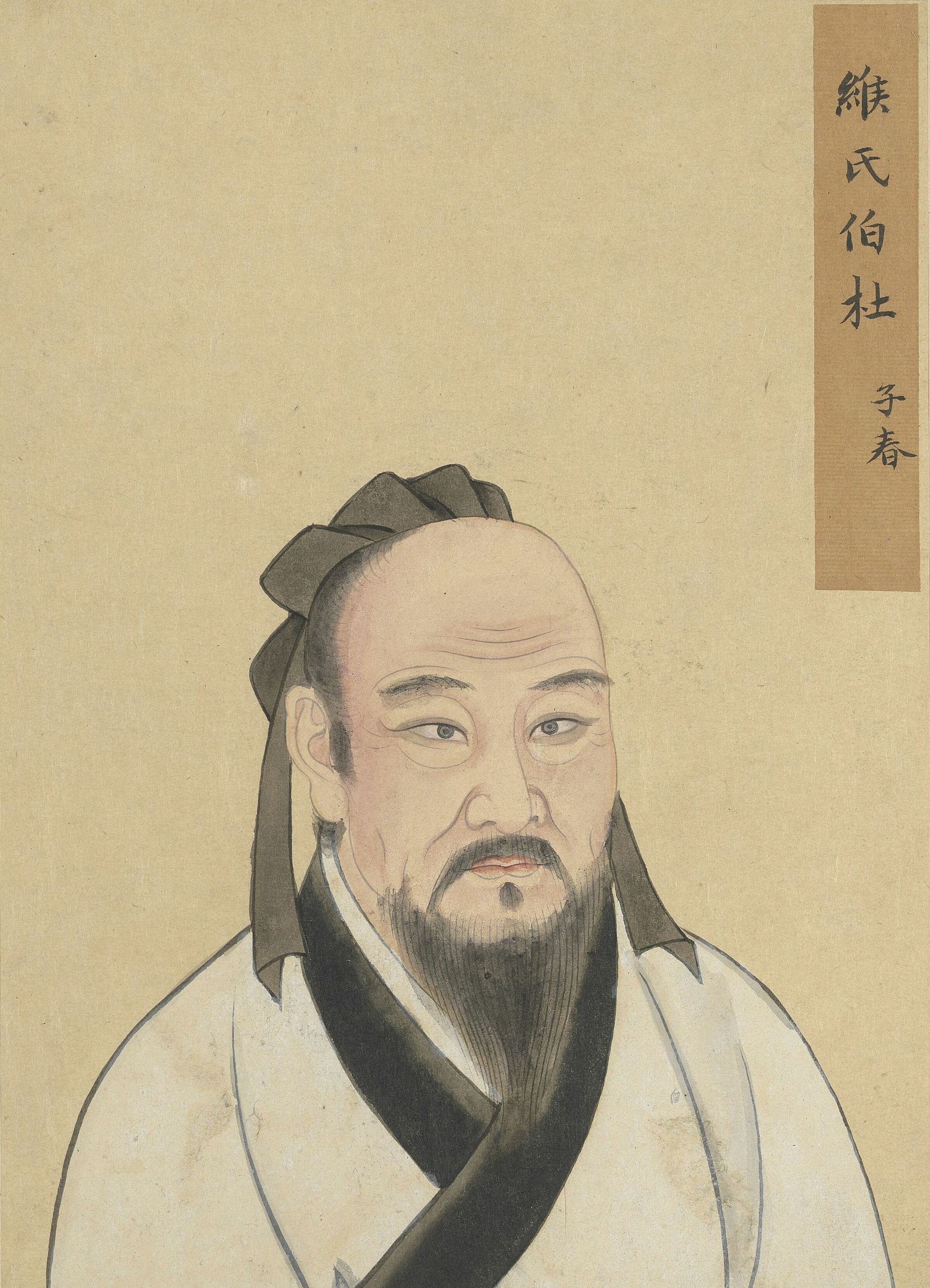
杜子春

杜子春（前1世纪（约前30年）—1世纪（约58年）），河南郡缑氏县（今河南省偃师南）人，东汉经学家。

## 生平
杜子春生于西汉末年，曾任太中大夫。早年研究《公羊传》，后研究《左传》，从刘歆学习《周礼》，时值兵荒馬乱，疫疾大作，刘歆诸学子多死於非命，只有杜子春健在，至汉明帝永平初年尚存，年近九十，家居南山。他的著录弟子颇多，曾传授《周礼》之学给郑众、贾逵，《周礼》之学始得流传。他曾注《周禮》，郑玄《周礼注》中引用百数十条。其著作早佚。清朝马国翰《玉函山房辑佚书》辑有《周礼杜氏注》二卷。